# Raniero Arsendi
Raniero Arsendi, noto anche come Ranieri Arsendi e Raniero da Forlì (Forlì, 1290 circa – Padova, 6 aprile 1358), è stato un giurista italiano.
Soprannominato "il monarca delle leggi", fu un insigne giureconsulto civilista, maestro di Bartolo da Sassoferrato e citatissimo dai posteri.

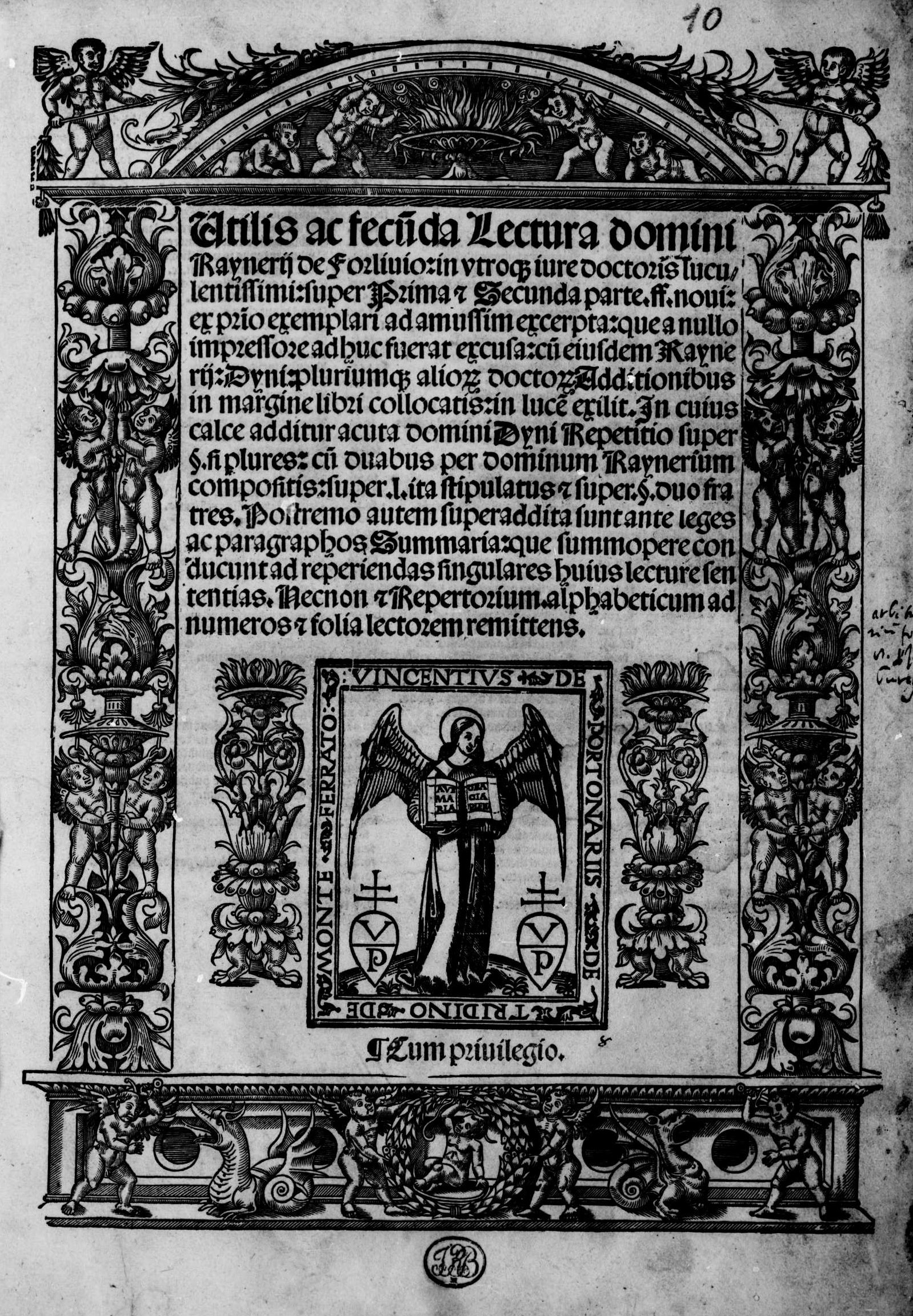
Super prima et secunda parte Digesti novi, 1523

## Biografia

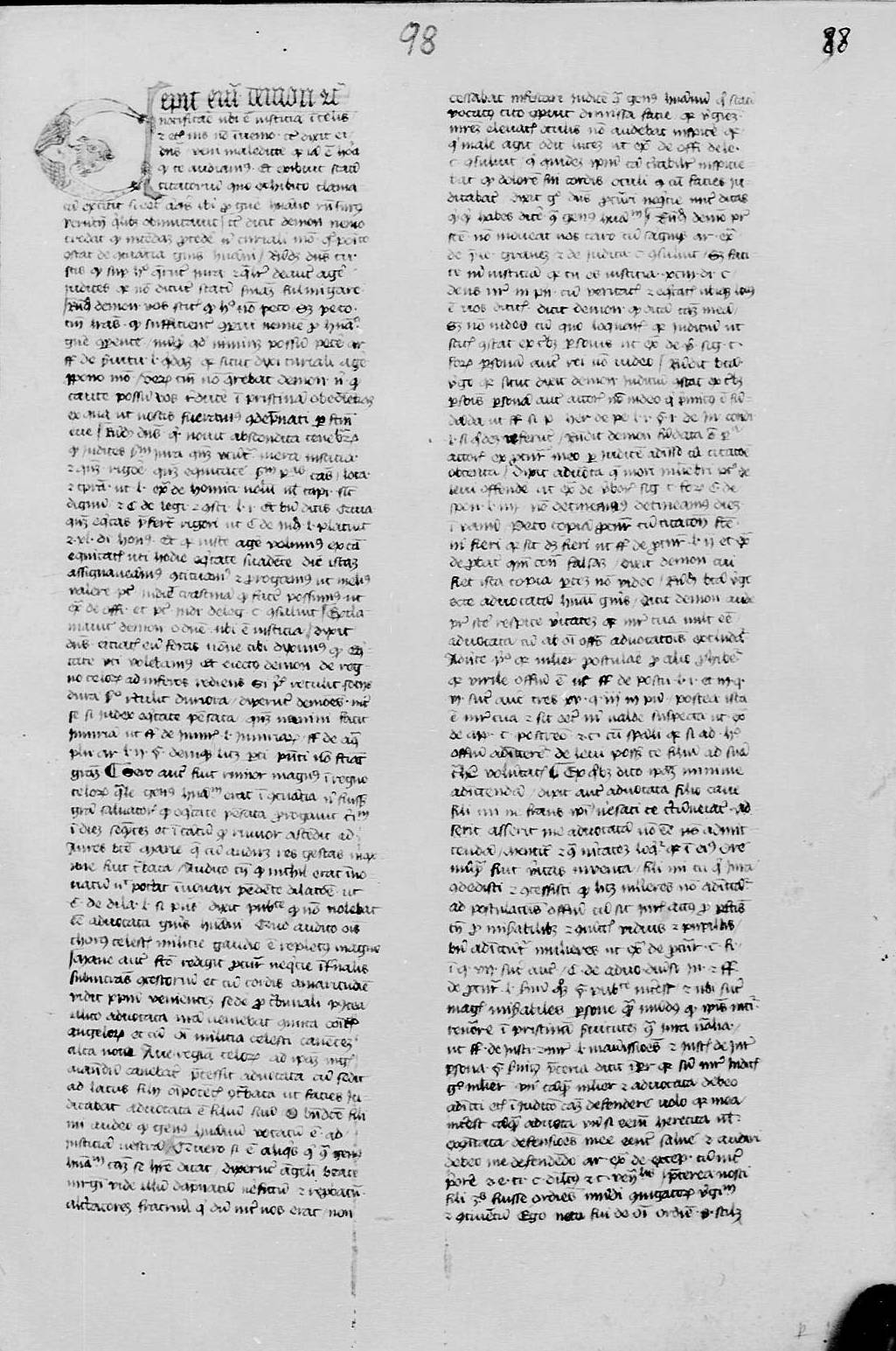
Tractatus de substitutionibus, manoscritto, XIV-XV secolo

Nacque a Forlì verso la fine del fine del XIII secolo.
Fu lettore di diritto a Bologna, dove ebbe come discepolo Bartolo da Sassoferrato, a Pisa – mentre insegnava anche Bartolo – e a Padova (dal 1344). In quest'ultima città, fu consigliere dei Carraresi. Anche Carlo IV di Lussemburgo lo volle come suo consigliere, nominandolo poi cavaliere e conte.
Morì nel 1358 a Padova e fu sepolto nel chiostro del Capitolo della Basilica di Sant'Antonio.
Uno dei due figli, Arsendino Arsendi, fu pure un apprezzato giurista, oltre che politico e diplomatico nella corte carrarese.

## Opere
- Consulti
- Lettura del Digesto Nuovo
  - (LA) Super prima et secunda parte Digesti novi, Lyon, Vincent de Portonariis, 1523.
- Ripetizioni
- Trattato delle sostituzioni (De substitutionibus)
- Summa super modo arguendi, opera nella quale espone il nuovo modo di argomentare le questioni di diritto, ispirato al metodo scientifico scolastico.

### Manoscritti
- Repetitio ad D. 14.4.9.1, XV secolo, Paris, Bibliothèque Nationale de France, Fonds latin, Lat. 4499.
- Tractatus de substitutionibus, XIV-XV secolo, Trier, Stadtbibliothek, Handschriften, Hs. 975/923,  ff. 98ra-99vb.